# Rumilly-en-Cambrésis
Rumilly-en-Cambrésis é uma comuna francesa na região administrativa de Altos da França, no departamento de Nord. Estende-se por uma área de 6,76 km². Em 2010 a comuna tinha 1 469 habitantes (densidade: 217,3 hab./km²).